# 英国图占澳门

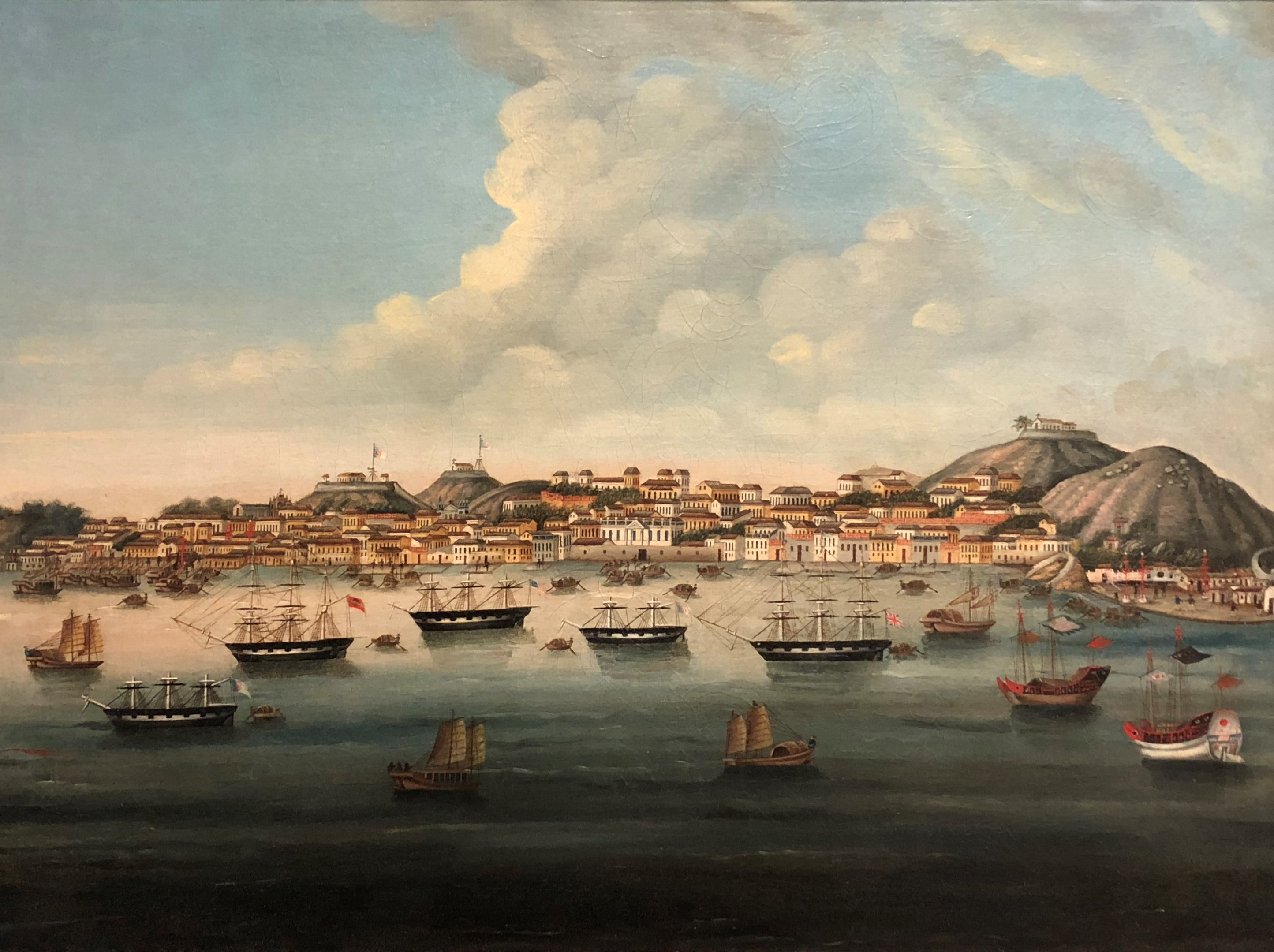
十九世纪初的澳门

英国图占澳门是19世纪初英国为占领澳门开展的军事行动。虽然英国是葡萄牙的长期盟友，但双方在殖民、贸易等方面存在冲突，因而当葡萄牙陷身法国大革命战争和拿破仑战争之时，英国在1802年和1808年两次以“协防”为名派兵试图占领澳门，并在1808年一度成功占领澳门，但在清朝嘉庆朝的干涉下不得不撤兵。

## 背景

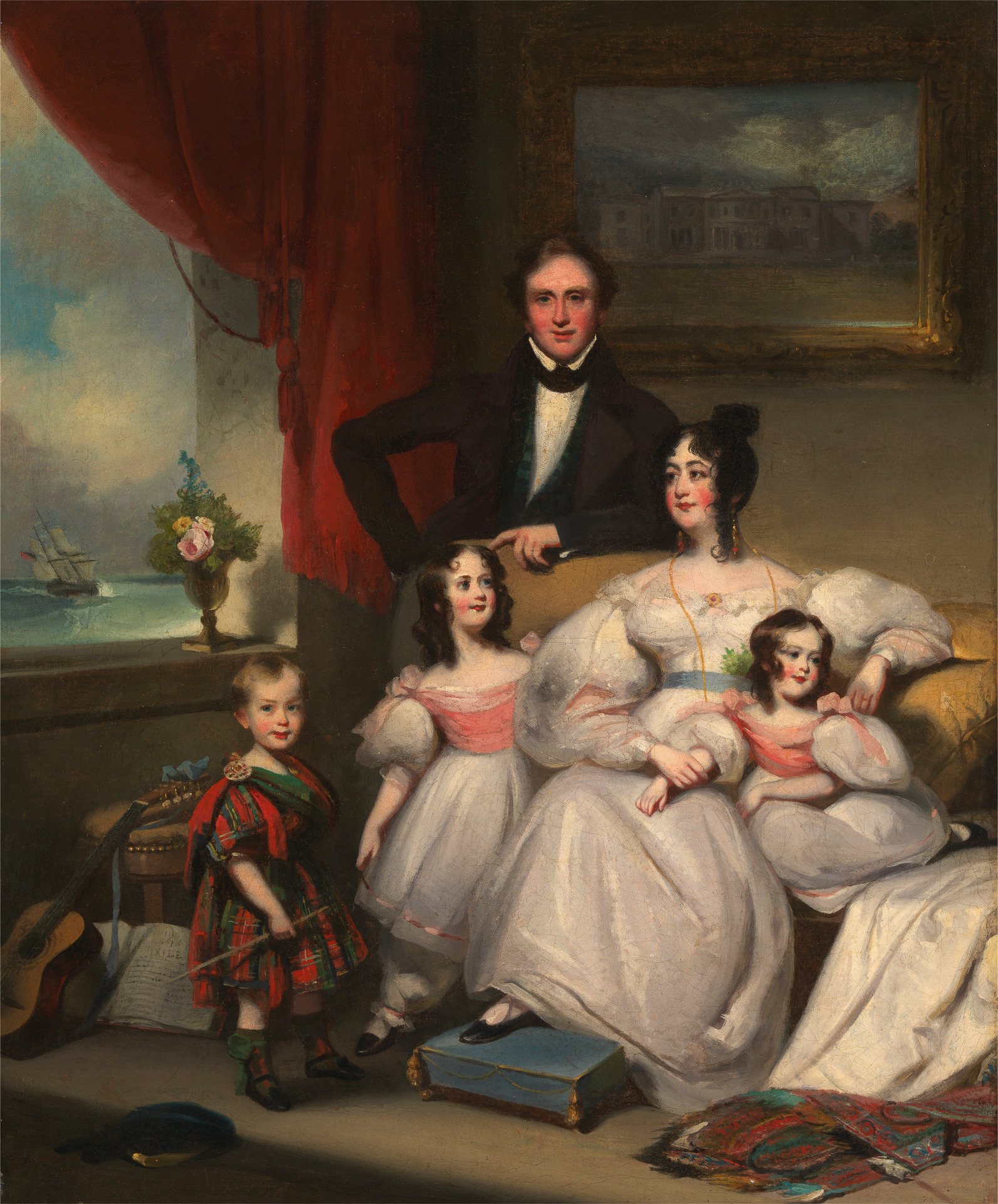
在澳门的英国家庭

1572年，英国和葡萄牙签订协议，葡萄牙允许英国在葡萄牙的任何港口贸易，但英国的商船直到1620年才抵达澳门，并在澳门附近触礁沉没。1622年，英国和荷兰达成同盟，两国各自提供12艘军舰组成“防御舰队”，但舰队行驶到澳门附近时荷兰方面单独进攻澳门。在进攻失败后，为了实现同中国的直接贸易，和管辖澳门的驻果阿葡印总督在1635年达成临时协议，英国和葡萄牙休战并获得了在澳门的贸易权。然而等到英国东印度公司派出的伦敦号抵达澳门之后，就立即受到在澳门的葡萄牙人阻挠，因此很长一段时间里英国在澳门的贸易时常受到葡萄牙人的干扰。
此后，英国虽然获得了在澳门的贸易权，却不甘久居人下。随着清廷在1686年解除海禁之后，英国东印度公司就刻意避开澳门在其它口岸贸易，直到1750年在清廷迫使葡澳当局对各国开放之后英国人才逐渐回到澳门。1787年英国派出加茨喀特使团，希望仿照澳门的先例在中国沿海获得通商口岸，然而加茨喀特还没有抵达中国就病死途中。1791年英国又派出马戛尔尼使团，然而清廷驳回了马戛尔尼的所有请求，马戛尔尼在返程中又提出占领澳门。实际上，直到第一次鸦片战争期间，澳门的葡萄牙人仍和英国人龃龉不断，乃至于驱逐英国人出城，为此英國駐華商務監督義律曾请求英国占领澳门，然未成议。
从18世纪开始葡萄牙国力日渐衰弱，在本土时刻受到西班牙的威胁，在海外则受到海上马车夫荷兰的挑战，因此寄希望于英国的保护。1703年，英国和葡萄牙达成《梅休因条约》，英国在条约中允诺保护葡萄牙本土及海外殖民地。1796年法国入侵葡屬印度的第乌，葡属印度总督在得胜之际接过英国的橄榄枝，同意其协防殖民地，1799年开始英军驻扎葡属印度首府果阿。虽然澳门在名义上隶属葡萄牙，在葡属印度总督辖区之内，但国力渐衰的葡萄牙实际上难以掌控遥远的澳门，与之相对清朝则对澳门施以严密管控，因此澳门的葡萄牙人一方面享受自治的同时，另一方面高度依赖于中国政府。

## 第一次入侵
法国在1798年征服埃及威胁英国在东方的殖民地后，又在1800年联合西班牙入侵英国盟友葡萄牙，葡萄牙在1801年试图割地求和却遭到法国执政拿破仑的拒绝。英国海军部在收到葡萄牙求和失败的消息后，预感到英葡同盟在东方的殖民地也会遭到法国入侵，因此在7月10日训令印度海军总司令雷尼尔协防澳门。由于葡萄牙对澳门的宗主权并没有任何条约保障，英国对占领澳门一事相对谨慎，特意嘱咐在不引起中国警觉的情况下完成这一任务，这一训令又被海军转发给了英国东印度公司。11月20日，印度总督威里斯致信东印度公司广州商馆，通知东印度公司所属亞細亞號和多佛爾城堡號已载运步兵和炮兵前往中国，要求广州商馆协助其占领澳门。英国方面已经得到澳门总督名义上的上司葡印总督许可，并要求其训令澳门当局予以协助，将法国即将进攻澳门的情报转达澳门。东印度公司伦敦董事会认为中国不会乐见法国进攻澳门，因此很可能接受英国和平占领澳门。然而公司的广州商馆在1802年1月22日获知行动之后，认为英国在印度的扩张已经引起中国警觉，因此无论通过和平协商还是武力干涉都只会引来中国的仇视，派遣海军就足以协防澳门，应该避免派遣陆军来华。
此时英军早已出发，1802年3月18日抵达珠江口的伶仃岛后便立即联系广州方面。为了避免被中国方面发现，英军长时间迂回且没有靠岸获取补给，抵达的时候船上新鲜食物和淡水损耗殆尽，军中敗血症流行，指挥官信心不足。陆军来华已成既成事实，广州商馆再难掩盖英国的军事目的，不得不寄希望于在中国政府得知之前和澳门当局完成协商。3月24日英军兵临澳门十字门，英军指挥官和广州商馆一起会见澳門總督边度（José Manuel Pinto），要求允许英军登陆协防澳门、葡萄牙人向英国移交指挥权。当时澳门的葡萄牙人和英国人嫌隙颇深，澳门总督尚未收到葡印总督的任何指示，因此十分警惕。澳门总督边度对英国人的协防请求虚与委蛇，告知英国人“你们可以协防港口，但澳门有充足的人力支持城内防御”，抗拒英军直接登陆；而澳门理事官则将此事上稟香山县丞，告知英军以葡法战事为由试图登陆“协防”，明言“难以信其上岸帮助保护之话”、“窥伊等阳称上岸保护，实欲占据澳门”，請求兩廣總督吉慶的保護。
吉慶以断粮和停止通商为筹码劝诱英军回国，并将此事上报朝廷，却又放任英军压境，企图淡化事件——英国告知派出的军队只不过“護貨兵船”，没有必要大惊小怪，并和吉庆约定不会登陆澳门。吉庆的态度令葡萄牙人相当不满，远在北京的葡萄牙传教士索德超、湯士選接到澳门总督信件后，立即通过其主管蘇楞額向嘉庆皇帝呈帖，指出马戛尔尼使团假意朝贡，不仅要求增开口岸，还妄图占领中国沿海的岛屿；英国和葡萄牙虽然是盟友，但英国人诡计多端不可轻信，并以英国从占据口岸开始逐步侵占整个孟加拉为教训要求清朝严肃对待此事。此时，广州方面此时传来消息，由于外商在4月29日得知欧战结束、广州商馆在5月10日得知英法已经在去年10月达成《亚眠和约》，因此“协防澳门”便不成理由，这才罢兵回国。英国对澳门的图谋导致中英关系恶化，在清朝眼中，“英吉利者，其在西洋，素号谲诈，近数十年来，常怀蚕食之志”。:212-213
1803年英国撕毁《亚眠和约》再度开战，英军则入驻葡属印度的果阿、第乌、达曼，却没有再试图占领澳门，只是派来军舰在珠江口巡逻，嘉庆则指示广东当局密切监视。而为了在战时拉拢清朝以及弭除隔阂，英国在1804年派遣大班多林文呈递“表文”和“方物”，嘉庆鉴于英国人“情辞恪恭”收下礼物，中英关系才稍有缓和。:213

## 第二次入侵
1807年法国和西班牙再度入侵葡萄牙，葡萄牙本土沦陷，王室流亡巴西。1808年1月东印度公司董事会获悉法国可能在夏季出兵澳门，因此在3月8日、8月16日致信英印总督明托伯爵，劝说其出兵澳门。1808年7月4日随后明托派遣度路利海军少将率领的舰队远征澳门。英国人在出征之前就迫使正在流亡中的葡萄牙王室和葡印总督同意了占领澳门的要求，东印度公司还认为中国政府不会有所反应。9月11日英军10艘战舰停泊十字门，而此时澳门方面并没有收到命令，因此立即感到不妙，马上向澳门同知汇报并请求中国援助，而澳门通知立即禀告两广总督吴熊光并令葡澳当局拒绝英军入城。9月1日，英军指挥官度路利和澳门总督会晤，英国请求澳门当局不要将“协防”告知中国，但遭到了澳门总督拒绝，度路利则警告澳门总督会在必要的情况下占领澳门。度路利见到谈判或难解决问题，就向广州商馆咨询是否可以强攻澳门。广州商馆认为，尽管占领澳门会对中英贸易造成极大影响，但是当下英国控制了中国贸易的出海口，完全可以借题发挥，以切断关税收入为筹码迫使中国人谈判。9月21日英军和澳门当局私下达成协议，英军同意在不改变澳门民政机构及其和中国关系的情况下和平占领澳门。同日，英军和平入城，抢占战略要地，“以二百人入三巴寺，百人入龙嵩庙，以二百人踞东望洋、百人踞西望洋”。
占领澳门之后，英军指挥官度路利立即致函两广总督吴熊光，宣称英军此来是为了帮葡萄牙人防御法国人，还向其解释英国军队的占领得到了葡萄牙王室的授权——这对当时的中国官员来说显然匪夷所思：广东当局告诉英军澳门属于中国领土而不是葡萄牙领土，葡萄牙无权转让澳门，英国也无权保护澳门，中国政府有能力自行抵御法军。尽管如此，两广总督吴熊光对英军入侵仍是不以为意，认为英军将会和1802年一样自行退去，因此既没有准备军队，也没有上报朝廷。虽然手下游击祁世和提议动兵，但是吴熊光却只想着和平解决，带着粤海关和东印度公司官员前往澳门劝说英军撤退。由于英军始终不为所动，吴熊光在10月5日下令将广州英国商船封舱，企图通过中断中英贸易迫使对方就范；英军指挥官度路利则决定硬碰硬，于10月20、21日两日派遣3艘军舰越过虎门停泊在广州近郊的黄埔港，要求广州当局同意其要求；10月22日英军援军8艘军舰约5000人抵达澳门，吴熊光则调集86艘军舰封堵前往广州的珠江水道，并在香山县城和澳门周边部署重兵。眼见事情已经越发不可收拾，吴熊光这才在23日上报朝廷，然而仍然以英国“在诸夷中最为桀骜”为由，劝告嘉庆皇帝不要动用武力、以免英国人“铤而走险”。11月11日，英军在度路利带领下从黄埔进逼广州，求见两广总督，请求将英军要求上呈皇帝，吴熊光则以“不合礼节”为由拒绝；14日，英军再次从黄埔闯入广州，进入十三行的英国商馆内，英军在遭到总兵黄飞鹏炮击后才撤离广州。
嘉庆皇帝在11月14日收到广州奏报，责怪吴熊光“所办太软”，“传令严行申斥”:214，下令派员处置；又驳斥了英国人提出来的要求，强调澳门是中国地方、外国不得占领，如果法国前来“必当立调劲兵，大加剿杀，申明海禁”；最后直接指明英国就是来强夺澳门，要求吴熊光强硬回绝。11月21日，英军为对抗广州当局中断贸易，下令在广州的英国船舶于48小时内离开省河；接到旨意的吴熊光也是严阵以待，调集2600名士兵驻扎在黄埔和澳门。然而，英国商人却不愿意听从英军指令，纷纷请求英国东印度公司大班刺佛（John William Roberts）从中斡旋；英军士兵见中国态度坚决、自身兵力不足而怯战；度路利这才决定撤军。12月15日英军开始撤退，12月20日英军撤出澳门并在澳门海域集合，26日中英恢复贸易，1809年3月英军全部撤离。英军在撤离之前，向澳门的葡萄牙人敲诈了60万元犒劳费。由于吴熊光在此事中渎职严重，嘉庆将其革职发配伊犁，并派永保为继任，命令其继续查处此事并禁止和英国通商3年，但永保在前往广州的途中病故；接替的百龄召见了葡澳总督和英国东印度公司大班刺佛，刺佛向百龄当面道歉。由于刺佛态度恭顺，百龄特意为英国求情，英国才得以继续对华贸易。为了杜绝出现此类事件，百龄一方面考察澳门防务，在英军登陆的西望洋炮台至伽思兰炮台一带加筑女墙，另一方面则根据原先的《防范外夷规条》制定了新的《民夷交易章程》。